# Naturbahnrodel-Weltcup 1993/94
Der Naturbahnrodel-Weltcup 1993/94 wurde in drei Disziplinen und in jeweils fünf Saisonrennen ausgetragen.

## Damen-Einsitzer

### Ergebnisse
| Datum                    | Ort             | Siegerin           | Zweite           | Dritte             |
| ------------------------ | --------------- | ------------------ | ---------------- | ------------------ |
| 15. bis 16. Januar 1994  | Völs am Schlern | Beatrix Mahlknecht | Irene Zechner    | Ljubow Panjutina   |
| 22. bis 23. Januar 1994  | Bad Goisern     | Irene Zechner      | Ljubow Panjutina | Beatrix Mahlknecht |
| 19. bis 20. Februar 1994 | Szczyrk         | Irene Zechner      | Ljubow Panjutina | Doris Haselrieder  |
| 26. bis 27. Februar 1994 | Moskau          | Irene Zechner      | Ljubow Panjutina | Beatrix Mahlknecht |
| 12. bis 13. März 1994    | Welschnofen     | Irene Zechner      | Ljubow Panjutina | Doris Haselrieder  |

### Weltcupendstand
| Rang | Name               | Punkte |
| ---- | ------------------ | ------ |
| 1    | Irene Zechner      | ?      |
| 2    | Ljubow Panjutina   | ?      |
| 3    | Doris Haselrieder  | ?      |
| 4    | Beatrix Mahlknecht | ?      |
| 5    | Renate Hinteregger | ?      |
| 6    | Sandra Mariner     | ?      |

Insgesamt gewannen 16 Rodlerinnen Weltcuppunkte.

## Herren-Einsitzer

### Ergebnisse
| Datum                    | Ort             | Sieger            | Zweiter           | Dritter           |
| ------------------------ | --------------- | ----------------- | ----------------- | ----------------- |
| 15. bis 16. Januar 1994  | Völs am Schlern | Erhard Mahlknecht | Willi Danklmaier  | Gerhard Pilz      |
| 22. bis 23. Januar 1994  | Bad Goisern     | Franz Obrist      | Erhard Mahlknecht | Gerhard Pilz      |
| 19. bis 20. Februar 1994 | Szczyrk         | Franz Obrist      | Erhard Mahlknecht | Willi Danklmaier  |
| 26. bis 27. Februar 1994 | Moskau          | Anton Blasbichler | Manfred Gräber    | Gerhard Pilz      |
| 12. bis 13. März 1994    | Welschnofen     | Franz Obrist      | Erhard Mahlknecht | Anton Blasbichler |

### Weltcupendstand
| Rang | Name              | Punkte |
| ---- | ----------------- | ------ |
| 1    | Erhard Mahlknecht | ?      |
|      | Franz Obrist      | ?      |
| 3    | Anton Blasbichler | ?      |
| 4    | Gerhard Pilz      | ?      |
| 5    | Willi Danklmaier  | ?      |
| 6    | Manfred Gräber    | ?      |

Insgesamt gewannen 51 Rodler Weltcuppunkte.

## Doppelsitzer

### Ergebnisse
| Datum                    | Ort             | Sieger                                                         | Zweiter                            | Dritter                                    |
| ------------------------ | --------------- | -------------------------------------------------------------- | ---------------------------------- | ------------------------------------------ |
| 15. bis 16. Januar 1994  | Völs am Schlern | Almir Betemps Corrado Herin Manfred Gräber Günther Steinhauser |                                    | Helmut Ruetz Andi Ruetz                    |
| 22. bis 23. Januar 1994  | Bad Goisern     | Almir Betemps Corrado Herin                                    | Manfred Gräber Günther Steinhauser | Roland Niedermair Hubert Burger            |
| 19. bis 20. Februar 1994 | Szczyrk         | Almir Betemps Corrado Herin                                    | Manfred Gräber Günther Steinhauser | Roland Niedermair Hubert Burger            |
| 26. bis 27. Februar 1994 | Moskau          | Almir Betemps Corrado Herin                                    | Manfred Gräber Günther Steinhauser | Roland Niedermair Hubert Burger            |
| 12. bis 13. März 1994    | Welschnofen     | Almir Betemps Corrado Herin                                    | Helmut Ruetz Andi Ruetz            | Krzysztof Niewiadomski Michał Andrzejewski |

### Weltcupendstand
| Rang | Name                                 | Punkte |
| ---- | ------------------------------------ | ------ |
| 1    | Almir Betemps – Corrado Herin        | ?      |
| 2    | Manfred Gräber – Günther Steinhauser | ?      |
| 3    | Helmut Ruetz – Andi Ruetz            | ?      |
|      | Roland Niedermair – Hubert Burger    | ?      |
| 5    | Michael Bischofer – Herbert Kögl     | ?      |
| 6    | Simon Meinschad – Peter Lechner      | ?      |

Insgesamt gewannen zwölf Doppelsitzer Weltcuppunkte.

## Nationenwertung
| Rang | Land        | Punkte |
| ---- | ----------- | ------ |
| 1    | Italien     | ?      |
| 2    | Österreich  | ?      |
| 3    | Polen       | ?      |
| 4    | Deutschland | ?      |
| 5    | Russland    | ?      |
| 6    | Norwegen    | ?      |

Insgesamt gewannen Rodler aus zwölf Nationen Weltcuppunkte.